# 文京区立青柳小学校
文京区立青柳小学校（ぶんきょうくりつあおやぎしょうがっこう）は、東京都文京区大塚5丁目にある区立小学校。

## 沿革
- 1914年（大正3年）4月1日[1] - 東京市小石川区西青柳町7番地に東京市青柳尋常小学校として開校。
- 1915年（大正4年） - 校旗ができる。
- 1917年（大正6年） - 校舎ができる。
- 1922年（大正11年） - 開校記念式典挙行。
- 1923年（大正12年） - 9月1日に発生した関東大震災により、本校が避難者救護所となる。
- 1933年（昭和8年） - 東京市青柳尋常夜学校併設。
- 1941年（昭和16年） - 国民学校令により、東京市青柳国民学校と改称。
- 1943年（昭和18年）
  - 7月1日 - 東京市と東京府が統合した東京都発足（東京都制施行）により、東京都青柳国民学校と改称。
  - 日付不明 - 開校30周年記念式典挙行。
- 1944年（昭和19年） - 給食開始。
- 1945年（昭和20年） - 戦局の悪化により、宮城県鳴子温泉ホテルに集団疎開。全校舎を空襲被災者に開放。吹上神社にて、寺子屋式授業実施。終戦により、集団疎開児童が全員復帰。
- 1947年（昭和22年） - 学制改革により、東京都文京区立青柳小学校と改称。校歌ができる。
- 1957年（昭和32年） - 旧陸軍墓地跡を護国寺より買収し、新校地を決定。
- 1960年（昭和35年） - 現在地に校舎移転。プールができる。
- 1961年（昭和36年） - 校庭が舗装される。
- 1962年（昭和37年） - 体育館ができる。新校舎建築記念碑「たてた時より美しく」建立。
- 1963年（昭和38年） - 開校50周年記念式典挙行。
- 1965年（昭和40年） - 岩石園ができる。
- 1968年（昭和43年） - 文京区立青柳幼稚園ができる。図工室ができる。
- 1979年（昭和54年） - 屋上が舗装される。
- 1980年（昭和55年） - 心障学級ができる。
- 1982年（昭和57年） - 体育館が新しくなる。
- 1984年（昭和59年） - 校歴展示室ができる。
- 1986年（昭和61年） - 地域のお年寄りを招いての「ふれあい給食」が始まる。
- 1989年（平成元年） - 飼育小屋が新しくなる。
- 1990年（平成2年） - 同年から平成4年まで、校長室・職員室・保健室・特別教室が改修される。
- 1995年（平成7年） - コンピュータルームができる。
- 1996年（平成8年） - 心障学級閉級。
- 1997年（平成9年） - 門扉と希望の坂の改修が行われる。プロムナードができる。
- 1998年（平成10年） - 校庭が人工芝になる。
- 2001年（平成13年） - 屋上の西側東側が舗装される。
- 2004年（平成16年） - 普通教室にエアコン設置。
- 2011年（平成23年） - 3月11日に発生した東日本大震災により、給食が停止し、弁当持参となる。また、被災地（宮城県）に、本校教員が派遣される。
- 2014年（平成26年） - 開校100周年記念の「盆踊り」・「夏祭り」・「バザー」・「フリーマーケット」が開催される。
- 2015年（平成27年） - 開校100周年記念式典挙行。
- 2016年（平成28年） - 第1期校舎快適化工事が行われ、全教室に電子黒板が設置される。
- 2017年（平成29年） - 体育館に空調設備が設置される。校舎の放送機器が更新される。
- 2018年（平成30年） - 第2期校舎快適化工事が行われる。
- 2019年（令和元年） - プール塀の安全対策工事が行われる。児童用タブレット端末を導入。
- 2020年（令和2年）
  - 3月1日 - この日から3月23日まで、新型コロナウイルス感染拡大の影響で臨時休校の措置を採る。
  - 3月24日 - 新型コロナウイルス感染拡大の影響で、この日実施の修了式を放送により行う。
  - 3月25日 - この日挙行された第106回卒業式を、感染症対策を講じた上で実施された。
  - 4月6日 - この日から5月31日まで、新型コロナウイルス感染拡大の影響で臨時休校の措置を採る。同日、第107回入学式を挙行したが、感染症対策により、校庭で実施された。
  - 5月14日 - この日から5月31日まで、オンライン授業を実施。
  - 6月1日 - この日から6月12日まで、分散登校実施。
  - 6月15日 - 午前授業が再開。
  - 6月22日 - 通常授業が再開され、同日から給食も再開。

### この節の出典
- 青柳小学校の歩み（学校ホームページ内）

## 通学区域
この節の出典
- 大塚2丁目（3番(18号・20号)・4番(8号全域・9号全域・10号の一部（一部は窪町小学校の学区))・5番～11番）
- 大塚5丁目（1番(3号～13号)・4番(2号・3号）・10番～15番・16番(1号・2号・4号～13号・15号)・16番(3号・14号・17号、ただし、一部は大塚小学校の学区)・17番～41番）
- 大塚6丁目（全域）
- 目白台2丁目（4番～7番・10番～17番）
- 目白台3丁目（1番～3番・4番(3号・6号～10号の全域・4号と11号の一部(一部は関口台町小学校の学区)・5番・6番(1号・12号・14号の全域と11号の一部(一部は関口台町小学校の学区)・7番(1号～4号)・18番～29番）
- 音羽2丁目（全域）

## 進学先中学校
この節の出典
公立中学校に進学する場合
- 文京区立音羽中学校

## 学校周辺
- 文京区立青柳幼稚園 - 進級前幼稚園で、かつ同一建物内。
- 護国寺
- 日本大学豊山中学校・高等学校
- 東京メトロ有楽町線 - 学校付近の地下を通るが、護国寺駅は少し離れている。
- 首都高速道路5号池袋線
  - 護国寺出入口 - 竹橋ジャンクション方面のみ利用可能。逆方面に行く場合は、東池袋出入口を利用する。
- 東京都道435号音羽池袋線
- 本浄寺
- 東京都道437号秋葉原雑司ヶ谷線
- 文京区立音羽幼稚園

## アクセス
- 東京メトロ有楽町線護国寺駅（1番出口）から、徒歩約290m・約5分。
- 文京区コミュニティバス「Bーぐる」「目白台・小日向ルート」で、「アカデミー音羽」バス停から、徒歩約180m・約3分。
- 都営バス「都02乙」系統で「護国寺」バス停より、
  - 1番のりばから、徒歩約225m・約4分。
  - 2番のりばから、徒歩約305m・約5分（日大豊山高校前の横断歩道橋経由）。